# Phil Daub
Philipp „Phil“ Daub (* 22. Mai 1967) ist ein deutscher Synchronsprecher, Musiker und ehemaliger Moderator aus Köln.

## Tätigkeiten
1993 wurden 2 Alben mit 4 Singles im Rock- und Pop-Stil Nichts passiert und L.I.N.D.A sowie Tu Es und Liebe von Phil Daub veröffentlicht. Unter dem Pseudonym Xel-Ha veröffentlichte Daub die Singles The Flow (1997) und The Right Information (1998). 2000 produzierte Daub die CD Der Krieger sowie das dazugehörige Musikvideo. Daub leiht seit 2000 Big Brother und seit 2013 auch bei Promi Big Brother der Computerstimme „Big Brother“ seine Stimme. Bekannt wurde Daub im Musiksender Viva, wo er von 1994 bis 2001 die Moderation der Sendungen Wah-Wah und Planet VIVA übernahm. Als Synchronsprecher vertonte er mehr als 60 Filme und Serien. Von Januar bis April 2001 moderierte Daub 13 Folgen der Quizshow Multi Millionär bei RTL II. Daub betreibt einen YouTube-Kanal PhilPhilDaub, wo er unter anderem eigene Musiktracks veröffentlicht.

## Sprecherrollen (Auswahl)
| Jahr      | Rolle                        | Schauspieler     | Film/Serie                                 | Folge                        |
| --------- | ---------------------------- | ---------------- | ------------------------------------------ | ---------------------------- |
| 1986      | Stephen Vaughan              | Terence Budd     | William Tyndale – Geächtet im Namen Gottes |                              |
| 2010      | State Trooper                | Eric Nenninger   | Wie auch wir vergeben                      |                              |
| 2012–2016 | Det. Const. Wainwright       | Michael Sheehan  | Ripper Street                              | Episode „07, 08“ (Staffel 2) |
| seit 2013 | Big Brother                  | –                | Promi Big Brother                          | seit Staffel 1               |
| 2015      | Transvestit                  | Youhei Osa       | Food Wars! Shokugeki no Soma               | Episode 09 (Staffel 1)       |
| 2016      | Present Mikro Hizashi Yamada | Hiroyuki Yoshino | My Hero Academia                           | 03–06, 08–11, 13             |
| 2018      | Leon                         | Nikita Dyuvbanov | Beyond Reality – Das Casino der Magier     |                              |